# Antonio Severi
Antonio Severi (San Giorgio su Legnano, 30 maggio 1908 – Olgiate Olona, 24 ottobre 1992) è stato un calciatore italiano, di ruolo centrocampista.

## Carriera

### Club

#### Le stagioni nel Legnano
Iniziò la sua carriera nel Legnano nella stagione 1925-1926, durante la quale disputò il campionato di Prima Divisione, all'epoca massimo livello della piramide calcistica italiana.
La stagione successiva, con la retrocessione dei Lilla, Severi prese parte alla Prima Divisione 1926-1927, ora diventato il nome del secondo livello del calcio italiano. Dopo aver giocato la stagione 1927-1928 ancora in Prima Divisione, Severi disputò con il Legnano, nel frattempo promosso d'ufficio dalla FIGC, la Divisione Nazionale 1928-1929, campionato di massimo livello del calcio italiano.
Severi seguì i Lilla nella successiva retrocessione del Legnano nella neo costituita Serie B, prendendo parte alla stagione 1929-1930 tra i cadetti. Giocò poi il campionato di Serie A 1930-1931, per poi retrocedere nuovamente di categoria insieme ai Lilla, con cui disputò i campionati di Serie B 1931-1932 e 1932-1933.

#### Dalla Pro Patria alla Robur Legnano
Al termine della stagione 1932-1933 passò alla Pro Patria, squadra della confinante Busto Arsizio, con cui disputò due campionati di Serie B, nel 1933-1934 e nel 1934-1935. Con i bustocchi retrocesse poi in Serie C, dove giocò le stagioni 1935-1936, 1936-1937, e 1937-1938.
Al termine della stagione 1937-1938 passò al Gruppo Calcio Alfa Romeo, compagine calcistica dell'omonima casa automobilistica italiana, con cui disputò quattro campionati di Serie C, dal 1938-1939 al 1941-1942. Severi passò poi al Meda, con cui giocò la Serie C 1942-1943, per poi concludere la carriera nella Robur Legnano, nelle cui file disputò la Serie C Alta Italia.

## Statistiche

### Presenze e reti nei club
| Stagione        | Squadra         | Campionato      | Campionato | Campionato | Coppa Italia | Coppa Italia | Coppa Italia | Totale | Totale |
| Stagione        | Squadra         | Comp            | Pres       | Reti       | Comp         | Pres         | Reti         | Pres   | Reti   |
| --------------- | --------------- | --------------- | ---------- | ---------- | ------------ | ------------ | ------------ | ------ | ------ |
| 1925-1926       | Legnano         | PD              | 1          | 0          | -            | -            | -            | 1      | 0      |
| 1926-1927       | Legnano         | PD              | 11         | 4          | CI           | 0            | 0            | 11     | 4      |
| 1927-1928       | Legnano         | PD              | 13         | 6          | -            | -            | -            | 13     | 6      |
| 1928-1929       | Legnano         | DN              | 26         | 3          | -            | -            | -            | 26     | 3      |
| 1929-1930       | Legnano         | B               | 11         | 0          | -            | -            | -            | 11     | 0      |
| 1930-1931       | Legnano         | A               | 33         | 1          | -            | -            | -            | 33     | 1      |
| 1931-1932       | Legnano         | B               | 30         | 3          | -            | -            | -            | 30     | 3      |
| 1932-1933       | Legnano         | B               | 33         | 5          | -            | -            | -            | 33     | 4      |
| 1933-1934       | Pro Patria      | B               | 33         | 7          | -            | -            | -            | 33     | 7      |
| 1934-1935       | Pro Patria      | B               | 20         | 2          | -            | -            | -            | 20     | 2      |
| 1935-1936       | Pro Patria      | C               | 29         | 2          | CI           | 1            | 0            | 30     | 2      |
| 1936-1937       | Pro Patria      | C               | 26         | 8          | CI           | -            | -            | 26     | 8      |
| 1937-1938       | Pro Patria      | C               | 23         | 6          | CI           | 2            | 1            | 25     | 7      |
| 1938-1939       | Alfa Romeo      | C               | ?          | ?          | CI           | ?            | ?            | ?      | ?      |
| 1939-1940       | Alfa Romeo      | C               | ?          | ?          | CI           | ?            | ?            | ?      | ?      |
| 1940-1941       | Alfa Romeo      | C               | ?          | ?          | CI           | ?            | ?            | ?      | ?      |
| 1941-1942       | Alfa Romeo      | C               | ?          | ?          | -            | -            | -            | ?      | ?      |
| 1942-1943       | Fogliano Meda   | C               | ?          | ?          | -            | -            | -            | ?      | ?      |
| Totale carriera | Totale carriera | Totale carriera | ?          | ?          |              | ?            | ?            | ?      | ?      |